# Taufbecken von St. Michael (Altenstadt bei Schongau)

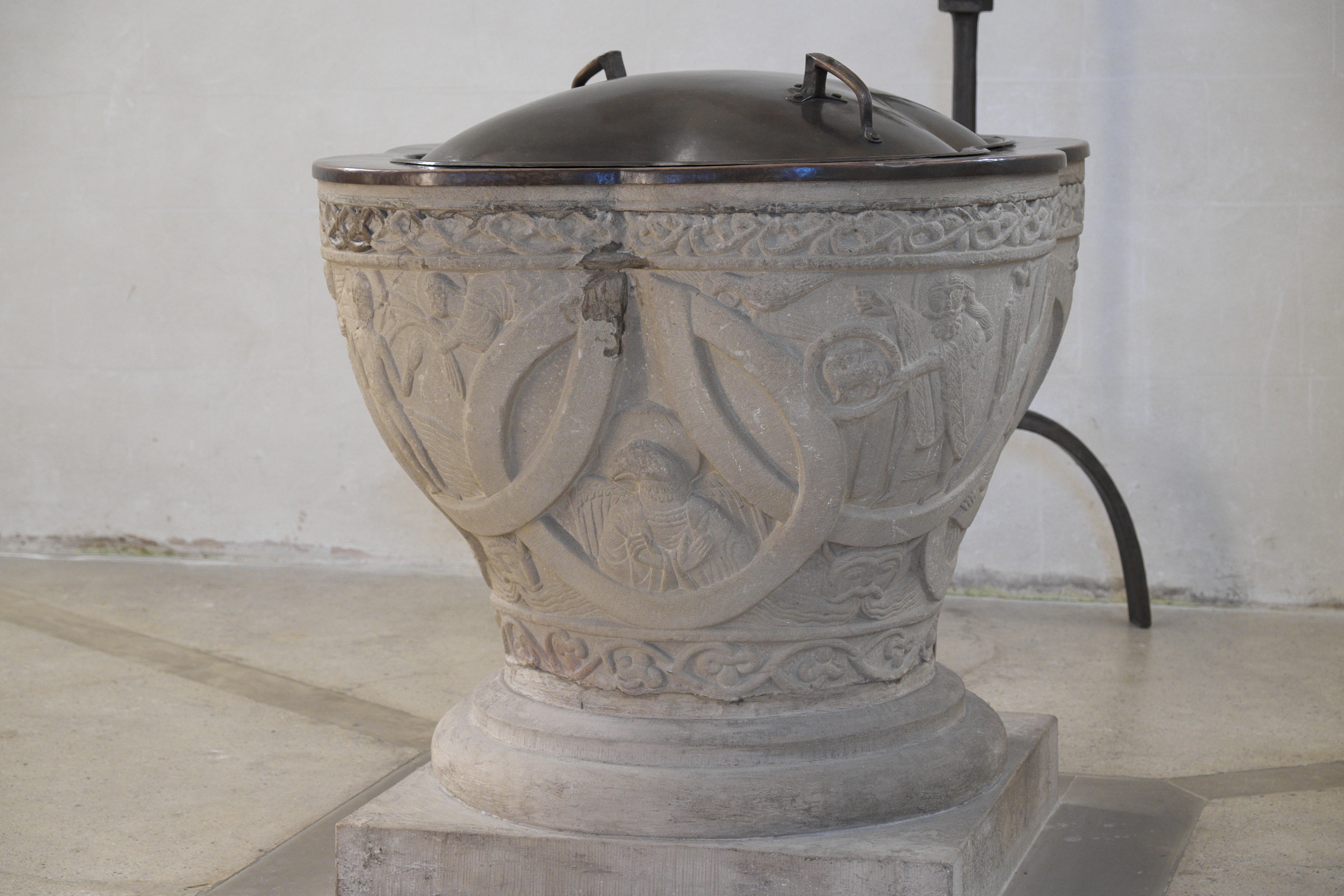
Taufbecken in der Kirche St. Michael in Altenstadt

Das Taufbecken in der katholischen Pfarrkirche St. Michael in Altenstadt, einer Gemeinde im oberbayerischen Landkreis Weilheim-Schongau, wurde um 1200 geschaffen. Das Taufbecken, seit 1994 im südlichen Seitenschiff der Kirche aufgestellt, steht als Teil der Kirchenausstattung auf der bayerischen Denkmalliste.
Auf der kelchförmigen Schale sind der Erzengel Michael, die thronende Muttergottes mit dem Kind, der heilige Johannes der Täufer und die Taufe Jesu als Reliefs ausgearbeitet. Dazwischen sind die Darstellungen der Evangelistensymbole zu sehen. Unten sind bärtige Männer als Symbole der vier Paradiesströme Euphrat, Tigris, Pischon und Gihon dargestellt.
Der quadratische Sockel ist aus späterer Zeit.

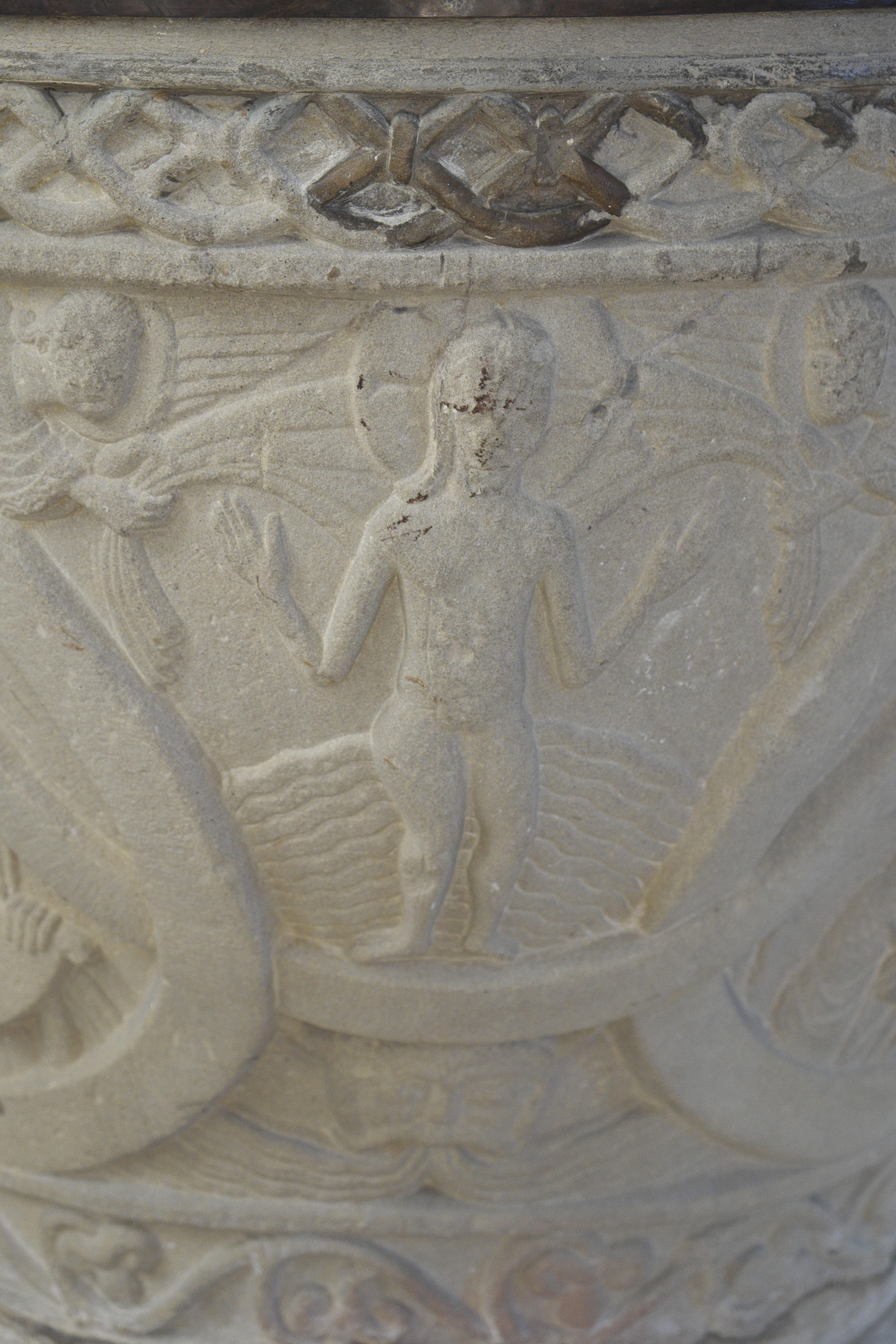
Taufe Jesu
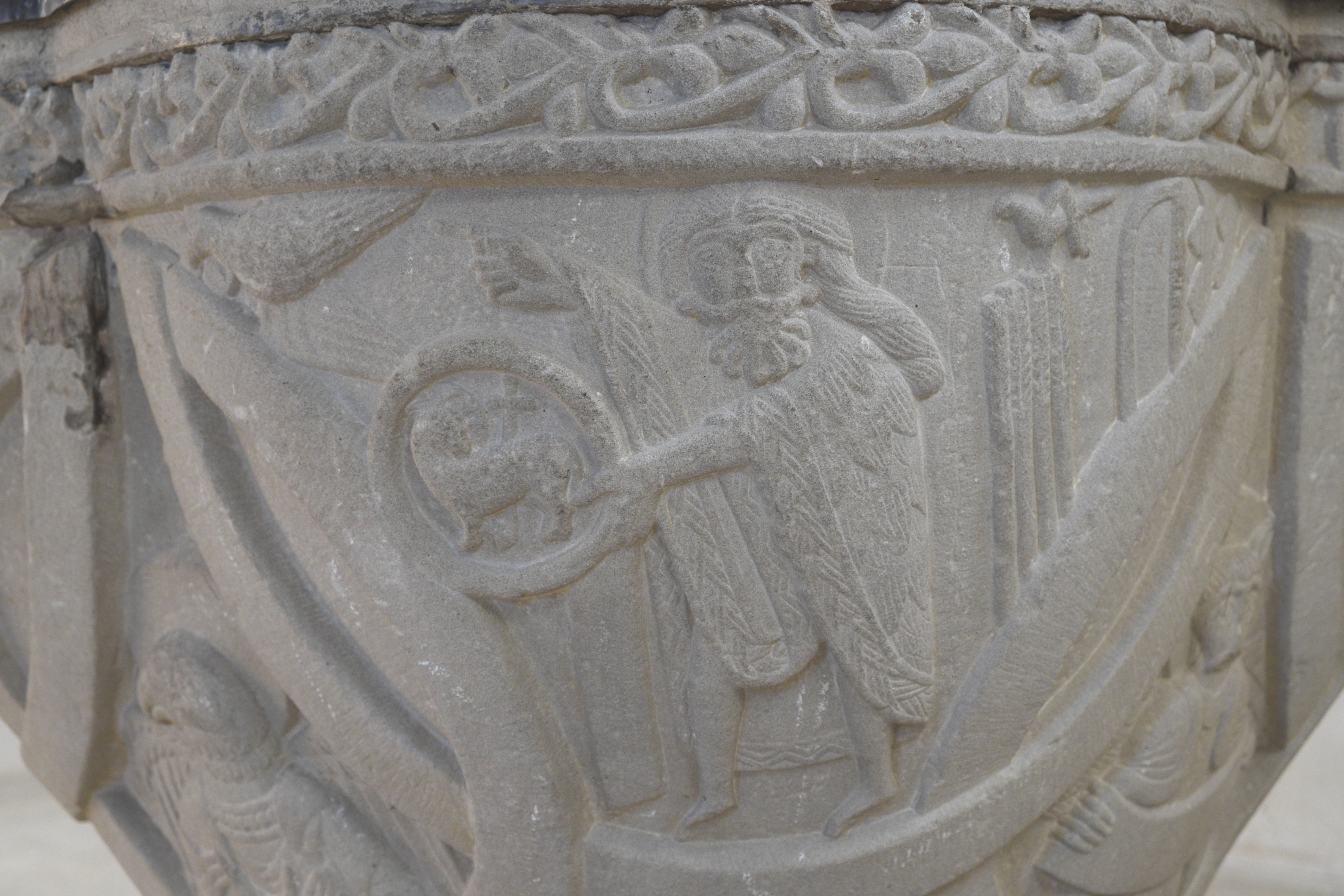
Johannes der Täufer
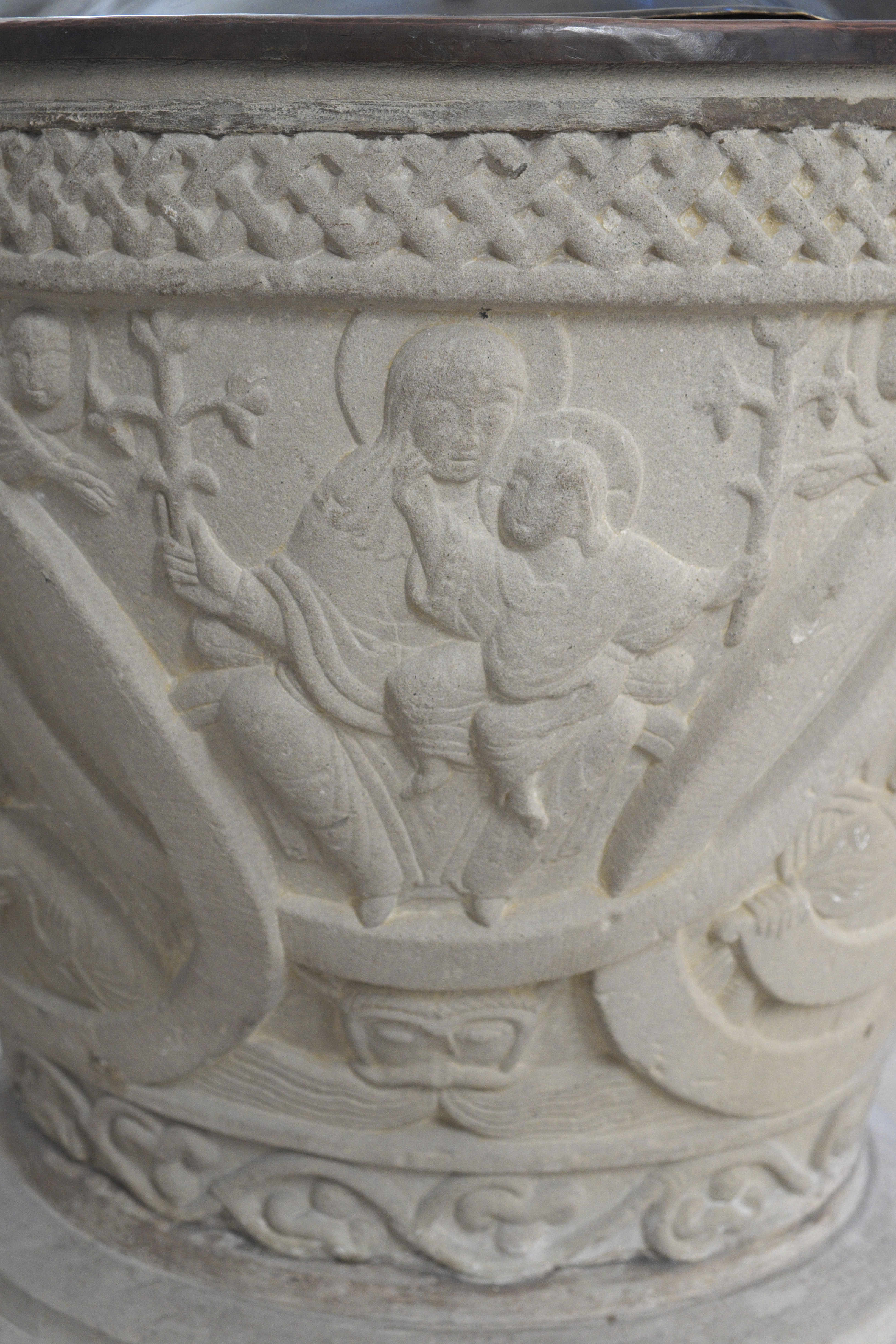
Madonna mit Kind
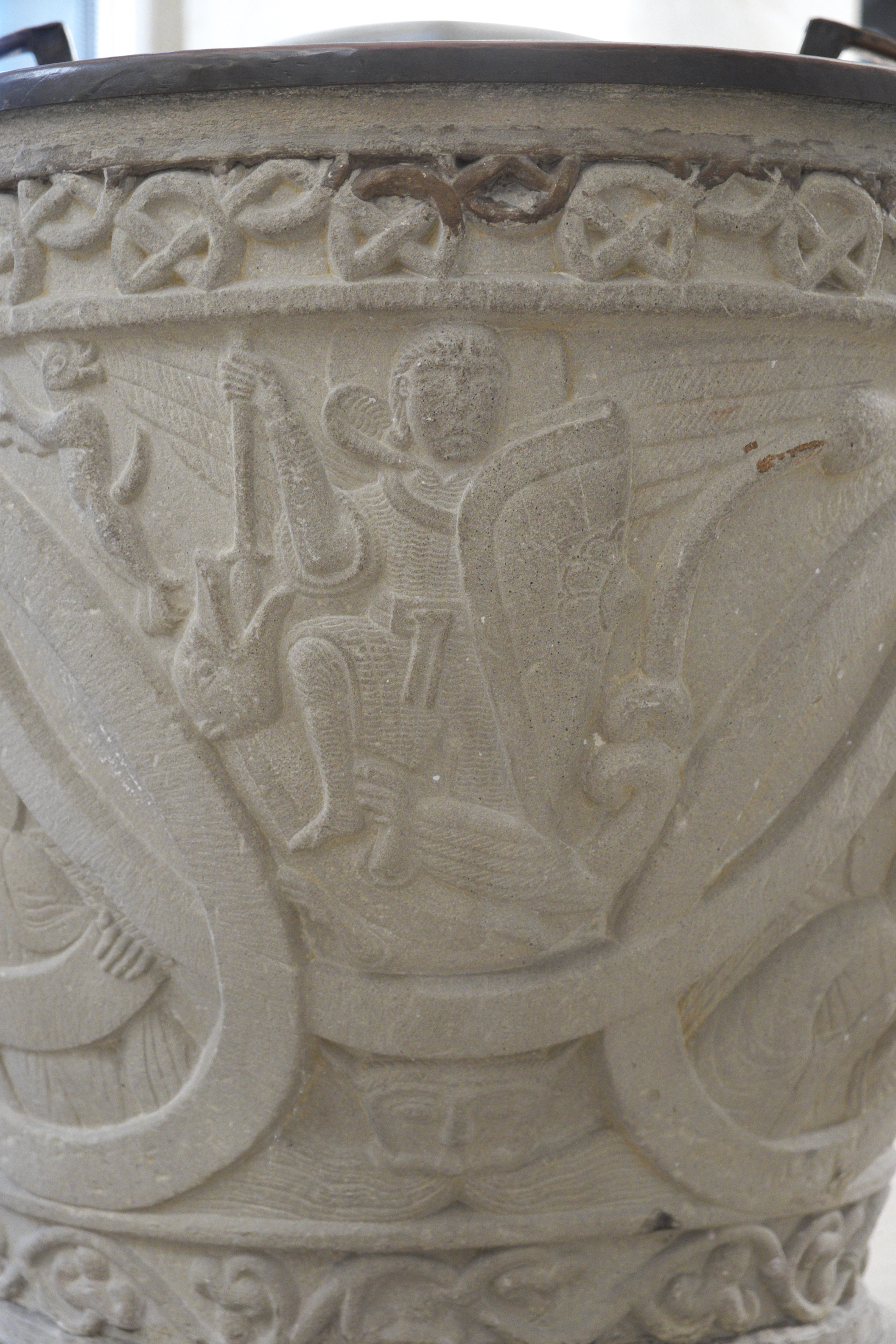
Erzengel Michael kämpft gegen Luzifer
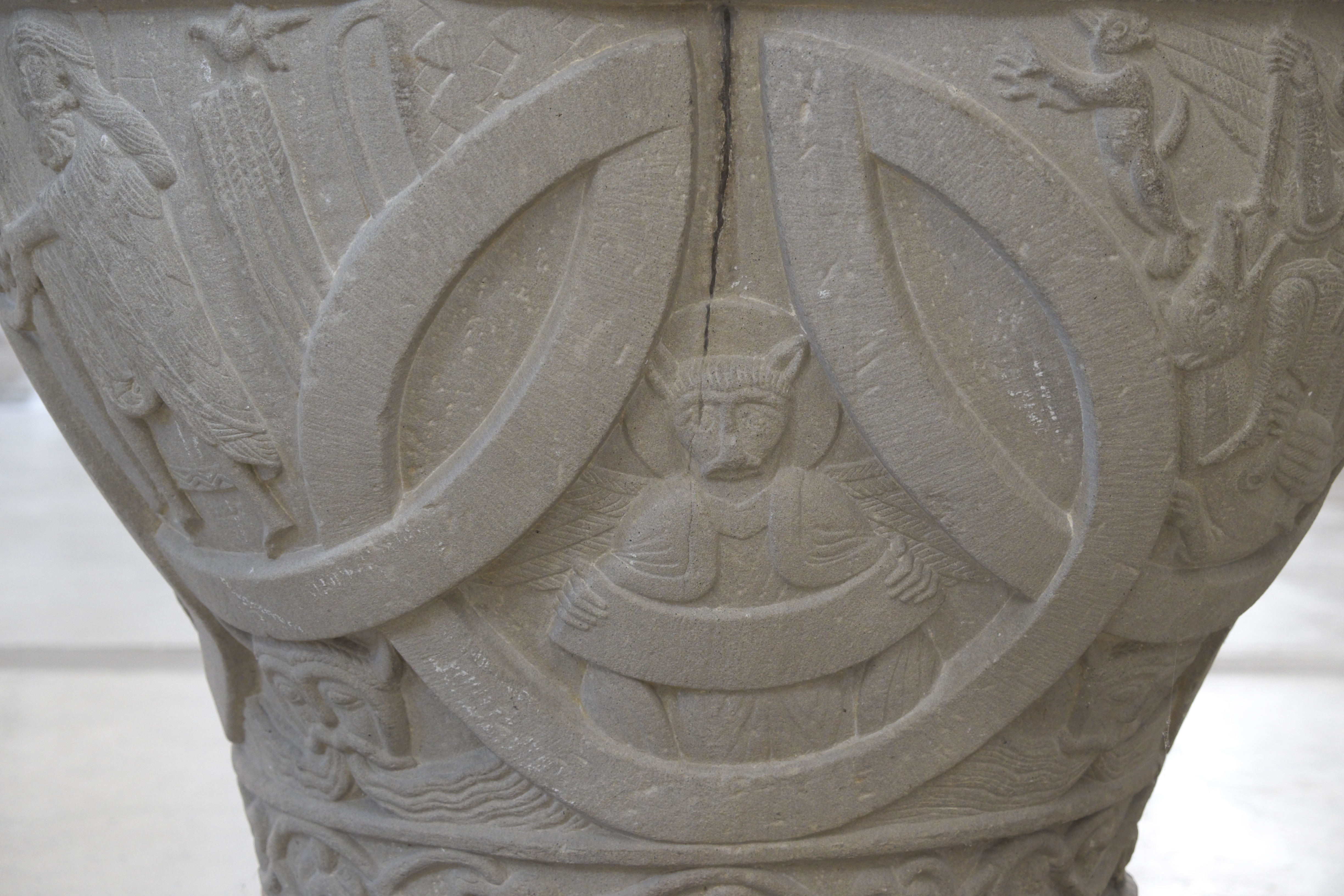
Löwe, Symbol des Evangelisten Markus
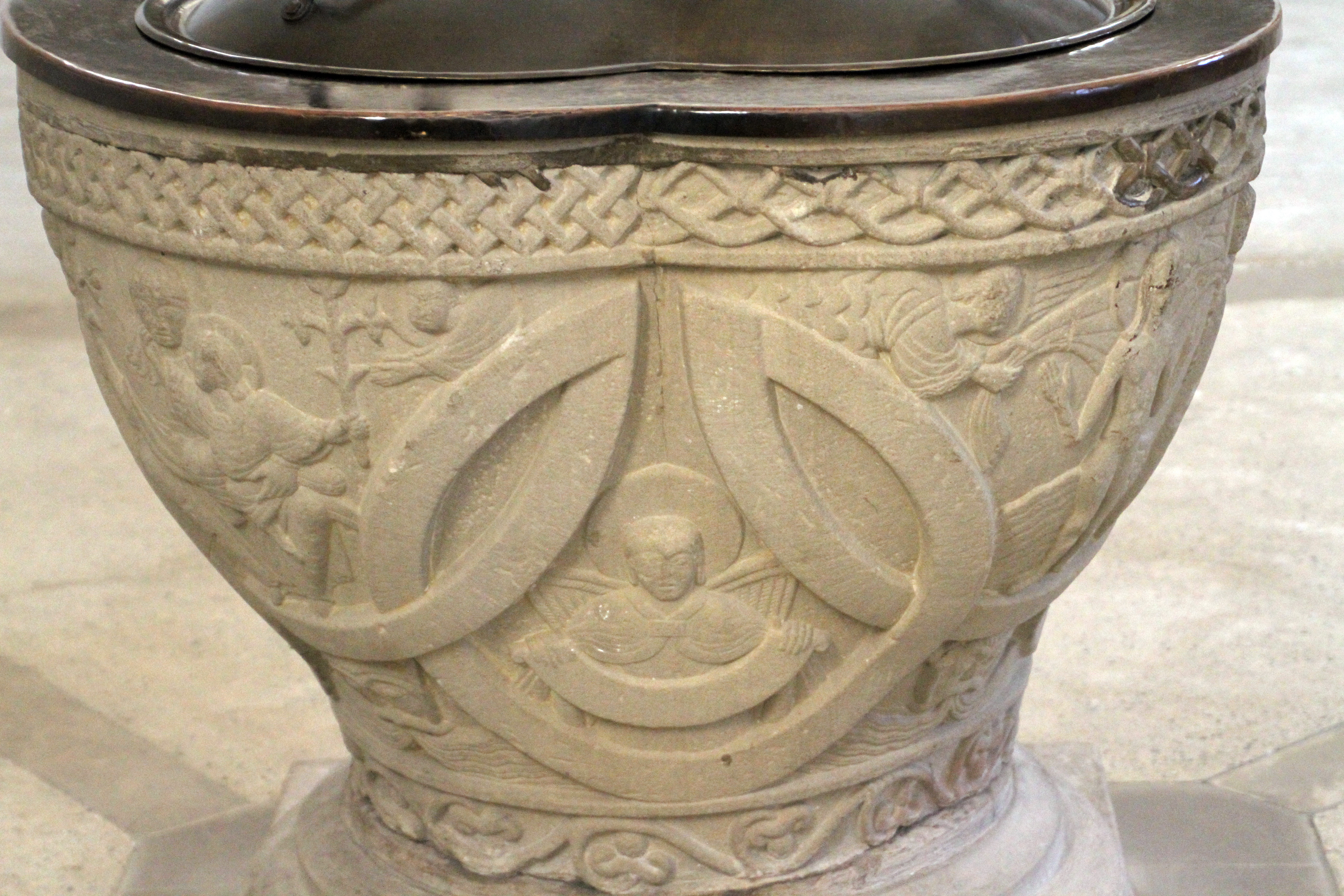
Geflügelter Mensch, Symbol des Evangelisten Matthäus